# Coherer

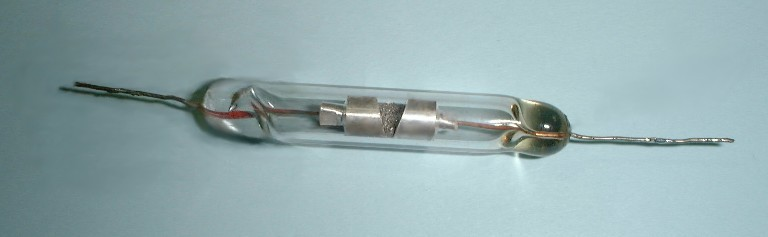
Coherer

Een coherer is een zeer vroeg type detector van radiogolven voor de telegrafie. De coherer was alleen geschikt voor het ontvangen van morse-berichten. Voor het ontvangen van draadloze telefonie en AM-radio was het apparaat ongeschikt.

## Constructie en werking
De coherer bestaat uit een dun glazen buisje met twee elektroden en losjes gevuld met metaalvijlsel (FeNi). Eén zijde van de coherer wordt verbonden met de antenne, terwijl de andere kant aan aarde ligt. Een elektrische stroom uit een energiebron parallel aangesloten op de coherer wordt door de hoge elektrische weerstand moeilijk doorgelaten, maar onder invloed van een radiogolf kleeft het poeder aan elkaar en laat de coherer de stroom wel gemakkelijk door. Deze stroom kan dan een belletje laten rinkelen of een relais bedienen.
De oorzaak is dat tussen de metaaldeeltjes microscopisch kleine vonkjes optreden waardoor de deeltjes aan elkaar klonteren. Door lichtjes tegen de buis te tikken verdwijnt deze eigenschap weer en keert de oude situatie weer terug.

## Historie
De uitvinding van de coherer wordt vaak toegeschreven aan de Franse radiopionier Édouard Branly, die rond 1890 zijn Radio conducteur voor het eerst gebruikte als ontvanger van radiogolven. Echter, zes jaar daarvoor was het principe van de coherer reeds beschreven door de Italiaanse natuurkundige Temistocle Calzecchi Onesti. Tijdens onderzoek ontdekte hij dat de elektrische geleiding van ijzervijlsel dat opgesloten was in een geïsoleerde buis sterk toenam onder invloed van elektrische velden van buitenaf. Onesti gebruikte zijn systeem vooral als stormdetector, omdat het reageerde op atmosferische storingen in de lucht.
Later verbeterde de Engelsman Oliver Lodge het apparaat verder, verklaarde het principe ervan en gaf het de naam coherer (Engels voor 'aaneenhechter'). Later werden er voor het ontvangen van radiogolven betere apparaten ontwikkeld, zoals de kristalontvanger, de elektronenbuis en de hedendaagse transistor.